# El Cañuelo (Sevilla)
El Cañuelo es una localidad española del municipio de El Castillo de las Guardas, perteneciente a la provincia de Sevilla, en la comunidad autónoma de Andalucía.

## Historia
Hacia mediados del siglo XIX, el lugar, ya por entonces perteneciente al Castillo de las Guardas, tenía contabilizada una población de 49 habitantes. La localidad aparece descrita en el quinto volumen del Diccionario geográfico-estadístico-histórico de España y sus posesiones de Ultramar de Pascual Madoz de la siguiente manera:

CAÑUELO: ald. ó cas. en la prov. de Sevilla, part. jud. de Sanlucar la mayor, térm. jurisdiccional del Castillo de las Guardas. (V.) pob.: 13 vec., 49 alm.
(Madoz, 1846, p. 500)

Posteriormente, en 1916, aparece citado El Cañuelo entre otras aldeas pertenecientes al término de Castillo de las Guardas en el Nomenclátor de las ciudades, villas, lugares, aldeas y demás entidades de población de España, publicado por el Instituto Geográfico y Estadístico.
A poco más de un kilómetro de la aldea estuvo situada la explotación minera de "La Carlota" en el siglo XX

## Demografía
En 2023 la entidad singular de población tenía empadronados 24 habitantes y el núcleo de población 22 habitantes.

## Fiestas
La patrona de la pedanía es la Virgen del Rocío y es tradicional entre los vecinos y los de otras aldeas próximas el asistir a la romería que se organiza en el primer sabado de septiembre. Desde 2022 se celebra el 16 de julio la fiesta del pimiento en la pedanía, aunque debido a la coincidencia con las fiestas de otras pedanías se pretende con la aprobación del ayuntamiento de Castillo de las Guardas cambiar la fiesta del pimiento al 17 o 18 de junio y hacerla fiesta oficial de la pedanía.